# Lac Honorine
Pour les articles homonymes, voir Honorine (homonymie).
Le lac Honorine est un plan d'eau douce du bassin versant de la rivière Launière, de la rivière Jacques-Cartier, dans le territoire non organisé de Lac-Jacques-Cartier, dans la municipalité régionale de comté (MRC) de La Côte-de-Beaupré, dans la région administrative de la Capitale-Nationale, dans la province de Québec, au Canada.
La zone autour du lac est desservie indirectement par la route 175 qui passe du côté est. Quelques routes forestières secondaires desservent cette zone pour les besoins de la foresterie et des activités récréotouristiques.
La foresterie constitue la principale activité économique du secteur ; les activités récréotouristiques, en second.
La surface du lac Honorine est habituellement gelée du début de décembre à la fin mars, toutefois la circulation sécuritaire sur la glace se fait généralement de la mi-décembre à la mi-mars.

## Géographie
Les principaux bassins versants voisins du lac Honorine sont :
- côté nord : rivière aux Écorces Nord-Est, ruisseau de l'Enfer, ruisseau des Pies, ruisseau Noir, rivière Pikauba ;
- côté est : ruisseau de l'Enfer, rivière Pikauba, lac Jacques-Cartier, rivière Jacques-Cartier ;
- côté sud : rivière Launière, lac Launière, lac Frazie, rivière Cavée, rivière Jacques-Cartier Nord-Ouest ;
- côté ouest : lac Franchère, ruisseau Gravel, ruisseau Dei, rivière aux Écorces Nord-Est, ruisseau Kane.

Le lac Honorine comporte une longueur de 2,8 km, une largeur de 0,7 km et une altitude de 844 m. Ce lac est surtout alimenté par des ruisseaux riverains, par la décharge (venant du nord-est) des lacs Berth et Mongeau et par un ruisseau (venant du sud-est). Ce lac est entouré de montagnes du côté est et sud, dont les sommets atteignent 960 m au nord-est et 1 001 m au sud-ouest. La digue à l’embouchure du lac Honorine est située au nord-ouest, à :
- km au sud-est de la confluence de la décharge du lac Honorine et de la rivière aux Écorces Nord-Est ;
- 3,3 km au sud-est du lac Jacqueline (rivière aux Écorces Nord-Est) ;
- 6,5 km au sud-ouest de la rivière Pikauba ;
- 7,0 km au nord-ouest du barrage à l’embouchure du lac Rieutard qui est le lac de tête de la rivière Cavée ;
- 7,9 km à l’est du lac Franchère ;
- 9,6 km à l’ouest de la route 175 ;
- 11,4 km au nord-ouest du lac Jacques-Cartier ;
- 33,8 km au nord de la confluence de la rivière Launière et de la rivière Jacques-Cartier[2].

À partir de l’embouchure du lac Honorine, le courant suit consécutivement le cours de la rivière Launière sur km généralement vers le sud, le cours de la rivière Jacques-Cartier sur km généralement vers le sud où il conflue avec le fleuve Saint-Laurent.

## Toponymie
Le terme « Honorine » constitue Nom prénom d’origine française.
Le toponyme lac Honorine a été officialisé le 5 décembre 1968 par la Commission de toponymie du Québec.